# Sant Martí de Perpinyà
Sant Martí de Perpinyà és l'església parroquial del barri de Sant Martí de la ciutat de Perpinyà, a la comarca del Rosselló, de la Catalunya del Nord.

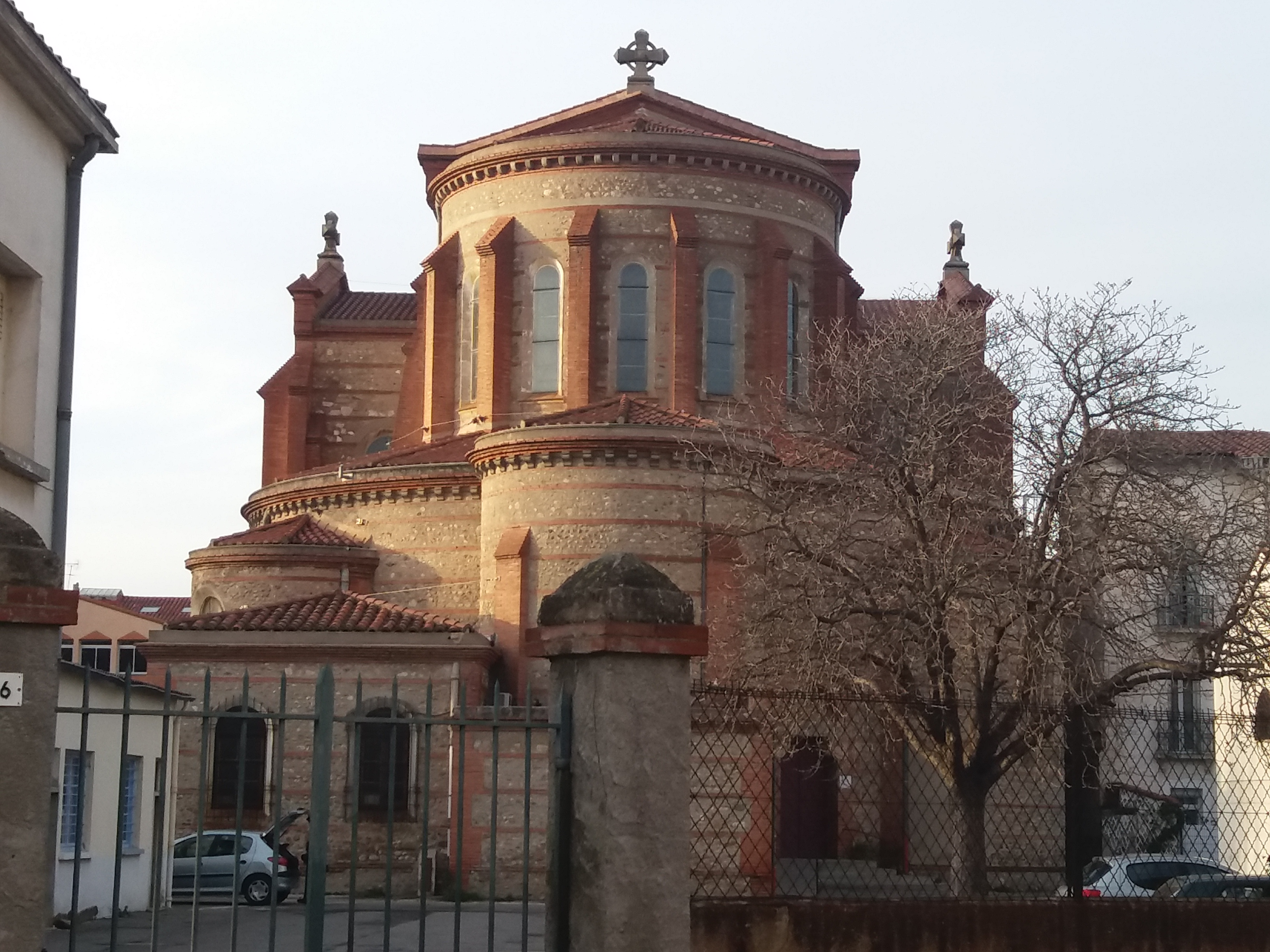
Capçalera de l'església

Està situada en el barri del mateix nom, al carrer de Julien Bernard Alart, entre el carrer de l'Empordà i l'avinguda de Julien Panchot.
Fou creada el 1913 per decret del bisbe Monsenyor Juli-Maria Carsalade du Pont. Es construí en terres pròpies del veí Pensionat del Bon Socors i, després d'habilitar-s'hi una capella provisional, el 1920 se'n posava la primera pedra. La nau s'acabà el 1933.